# Preis des Litauischen Schriftstellerverbands
Der Preis des Litauischen Schriftstellerverbands (lit. Lietuvos rašytojų sąjungos premija) ist der seit 1992 vergebene Preis  für eine hochwertige literarische Arbeit, die in den letzten zwei Jahren veröffentlicht wurde, vom Litauischen Schriftstellerverband vergeben. Der Preis wird jährlich am 6. Januar (Drei-Könige-Tag) eingereicht. Den Preis verlieh eine Kommission des Verbands.

## Träger
- 1992: Leonardas Gutauskas für Roman Vilko dantų karoliai
- 1993: Antanas A. Jonynas für Poesiesammlung Nakties traukinys
- 1994: Jurgis Kunčinas für Roman Tūla
- 1995: Henrikas Algis Čigriejus  für Poesiebuch Po laiko juokas – vėlyva metūgė
- 1996: Nijolė Miliauskaitė-Bložienė für Gedichtesammlung Uždraustas įeiti kambarys
- 1997: Onė Baliukonė für Gedichtesammlung Bokštai
- 1998: Donaldas Kajokas už für Poesiesammlung Meditacijos
- 1999: Romualdas Granauskas für Buch Gyvulėlių dainavimas
- 2000: Valdemaras Kukulas für Poesiesammlung Aštuoni gėli vakarai
- 2001: Judita Vaičiūnaitė für Gedichtesammlung Debesų arka
- 2002: Sigitas Geda für Poesiesammlung Sokratas kalbasi su vėju
- 2003: Petras Dirgėla für Roman Ceremonijų knygos
- 2004: Sigitas Parulskis für Roman Trys sekundės dangaus
- 2005: Stasys Jonauskas für Poesiesammlung Žolės balsas
- 2006: Aldona Puišytė für Poesiesammlung Palaimink žodį ir aidą
- 2007: Ramūnas Klimas für Roman Maskvos laikas
- 2008: Liudvikas Jakimavičius für Gedichte-Novelle Elio
- 2009: Danutė Kalinauskaitė, Buch Niekada nežinai
- 2010: Donatas Petrošius für Poesiebuch Aoristas
- 2011: Kornelijus Platelis für Gedichtesammlung Karstiniai reiškiniai
- 2012: Andrius Jakučiūnas, für Novellen Lalagė
- 2013: Alvydas Šlepikas für Roman Mano vardas – Marytė
- 2014: Aidas Marčėnas für Gedichtesammlung Tuščia jo
- 2015: Algimantas Mikuta für Poesiesammlung Gyvenau be laikrodžio
- 2016: Herkus Kunčius für Dilogie Dviveidis romanas
- 2017: Giedrė Kazlauskaitė für Poesiesammlung Singerstraum
- 2018: Mindaugas Kvietkauskas für den Essayband Uosto fuga
- 2019: Undinei Radzevičiūtei für den Roman Kraujas mėlynas
- 2020: Mindaugui Nastaravičiui für den Gedichtband Bendratis
- 2021: Rimantui Kmitai für den Roman Remyga
- 2022: Vandai Juknaitei für die Kurzgeschichte Ta dūzgianti ir kvepianti liepa yra